# Robin Li

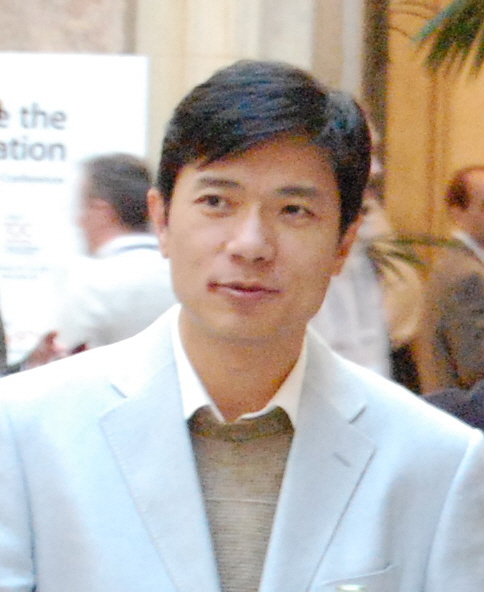
Robin Li, 2010

Robin Li (chinesisch 李彦宏, Pinyin Lǐ Yànhóng; * 17. November 1968 in Yangquan, Shanxi) ist ein chinesischer Informatiker und Unternehmer, Multi-Milliardär und einer der reichsten Chinesen.

## Leben
Li studierte an der Peking-Universität und an der University at Buffalo Informatik. Nach dem Ende seines Studiums war er ab 1994 für IDD Information Services tätig. Im Jahre 2000 gründete er gemeinsam mit Eric Xu das chinesische Unternehmen Baidu, dessen CEO er seit 2004 ist. Li ist mit Dongmin Ma (马东敏) verheiratet und hat vier Kinder. Er lebt in Peking.

## Vermögen
Auf der vom Wirtschaftsmagazin Forbes Magazine veröffentlichten Liste der reichsten Menschen der Welt des Jahres 2022 ist er mit einem Vermögen von 7 Milliarden US-Dollar auf Platz 343.